# Олинф (мифология)
Олинф (др.-греч. Ὄλυνθος) — в греческой мифологии эпоним города Олинф. По рассказу Конона, Олинф был сыном царя Стримона и братом Бранга и Реса и был убит львом на охоте. Бранг похоронил его и назвал Олинфом город, который он позднее основал.
Согласно Гегесандру, Олинф — сын Геракла и Болбы. Болба — это озеро близ Аполлонии Халкидской, в которое впадает река Олинфиак и на берегу которой стоит памятник Олинфу, причем в месяцы антестерион и элафеболион множество рыбы поднимается из озера в реку, но не заходит далее памятника Олинфу.